# Estadio Marcelino Imbers
El Estadio Marcelino Imbers es un estadio de usos múltiples en La Unión, La Unión, El Salvador. En la actualidad se utiliza sobre todo para los partidos de fútbol y es el estadio del Club Atlético Balboa. El estadio tiene capacidad para 4.000 personas.